# Тлгадинци
Хованес Харутјунијан „Тлгадинци” (јерм. Հովհաննես Հարությունյան „Թլկատինցի”; село Тлгадин, 1860 — 20. јул 1915) био је један од најпознатијих јерменских књижевника и просветни радник са подручја Османског царства с краја XIX и почетка 20. века. У својим делима углавном де бавио животима обичних људи у сеоским срединама, а свој књижевни псеудоним извео је управо од имена свог родног села Тлгадина.
Страдао је као жртва Геноцида над Јерменима током јула 1915. године.

## Биографија
Хованес Харутјунијан рођен је 1860. године у селу Тлгадину (данас Кујулу), неколико километара јужније од данашњег града Елазига (у то време се звао Карперт). Његов отац, сиромашни земљорадник, умро је док је Хованес био јако млад. Основно образовање Хованес је стекао у локалној цркви у селу, а школовање потом наставио у Карперту где је учио јерменски језик, граматику, географију и математику.
Након завршетка средње школе 1878. почиње да ради у сеоској школи, а паралелно пише, прво за локалне јерменске новине, а потом током 1880-их објављује текстове за константинопољске новине Аревалк и Масис. Своје приче у новинама објављује под псеудонимом Тлгадинци. Године 1884. постављен је на место директора јерменске средње школе у Елазигу, а три године касније основао је Централну националну јерменску школу у којој је радио као директор све до смрти. Школа је током погрома над Јерменима 1895. спаљена до темеља, али је убрзо обновљена уз помоћ јерменске дијаспоре из Сједињених Држава. Године 1903. ухапшен је од стране турских власти под оптужбама за подривање државног система, и у затвору је провео скоро девет месеци (затворен је био заједно са Рупеном Зартарјаном).
Поново је ухапшен од стране османских власти током маја 1915, а потом и убијен 20. јуна исте године. Његова жена и седморо деце депортовани су у Сиријску пустињу где су убрзо побијени.